# Dysna
Die Dysna (russisch Дисна́; belarussisch Дзісна (Dsisna)) ist ein linker Nebenfluss der Düna in Litauen und Belarus.
Die Dysna entspringt in der nordostlitauischen Seenplatte und fließt in östliche Richtung. 77 km des insgesamt 178 km langen Flusslaufs liegen auf litauischem Territorium, der Rest in Belarus, wo der Fluss als Dsisna beim gleichnamigen Ort Dsisna in die Düna mündet.
Der Fluss ist ein beliebtes Ziel zum Paddeln, da sich in der angrenzenden Seenplatte viele mögliche Routen ergeben.